# Flätverk

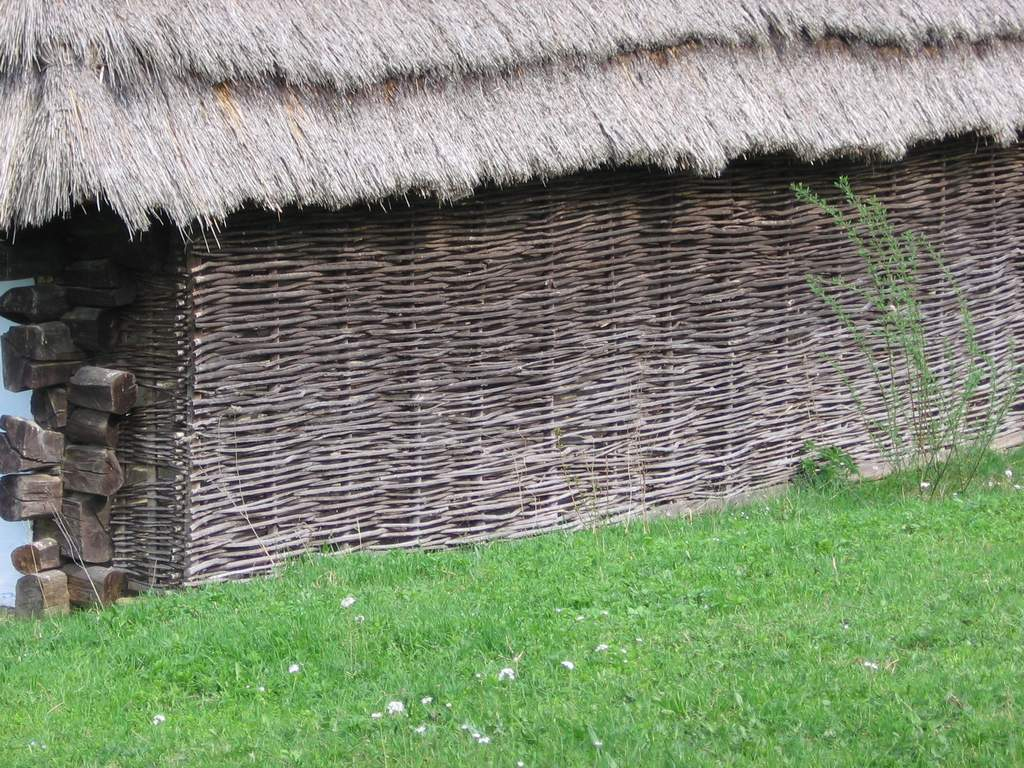
Flätverk av grenar.

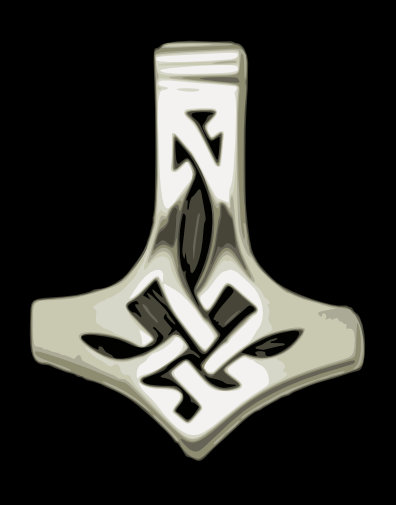
Modern torshammare med flätverksdekor.

Ett flätverk är en konstruktion där ris eller grenar flätas in mellan vertikala stolpar eller käppar. Flätverk kan användas som armering under lerputs i klinhus och korsvirkeshus, som stängsel och som vägg i enklare byggnader.
I Norden är det vanligt att flätverkets inslag består av hasselkäppar.
Begreppet flätverk används även om andra typer av material som flätats samman. Flätverk som dekorelement förekommer i många kulturer, bland annat i keltisk och nordisk kultur. 